# ژست بیشتر (فیلم)
یک ژست بیشتر (به انگلیسی: A Further Gesture) فیلمی محصول سال ۱۹۹۷ به کارگردانی رابرت دورنهلم است. از بازیگران این فیلم، می‌توان به آلفرد مولینا و برندن گلیسون اشاره کرد. این فیلم برای اولین بار، در تاریخ ۲۰ فوریهٔ ۱۹۹۸، به نمایش درآمد.

## بازیگران
- آلفرد مولینا در نقش تولیو
- روسانا پاستور در نقش مونیکا
- استیون ری در نقش شان
- برندن گلیسون در نقش ریچارد
- خورخه سانس در نقش پاکو